# Agardhs Lanthandel

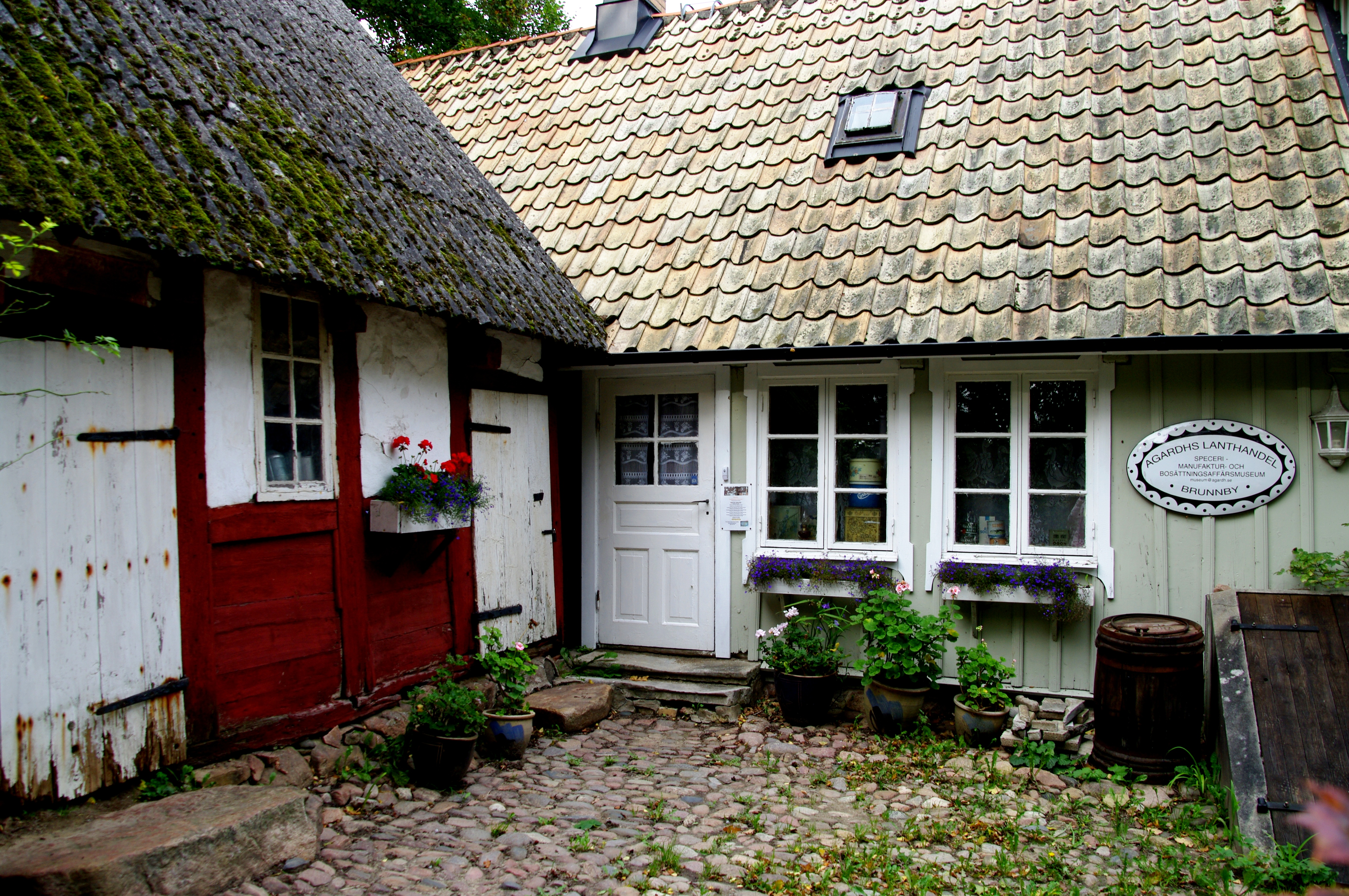
Agardhs Lanthandel.

Agardhs Lanthandel är en nerlagd lanthandel i Brunnby socken i Skåne som drivs som museum.
En handelsbod har funnits på platsen sedan 1830-talet, först som en så kallad sluten bod där kunderna passerade genom bostaden och från 1852 som en vanlig handelsbod. Lokalerna användes till år 1946 då affären flyttade till en ny byggnad. Den gamla affären förvaltas av Kullens Hembygdsförening som museum.
Den ursprungliga inredningen från 1850-talet med kassaapparater, vågar och kaffekvarn finns kvar och hyllor och golv är fulla av allt som kunde köpas i en lanthandel förr i tiden. Det mesta har funnits i lokalen sedan den stängdes.

## Historia
Affären i Brunnby är Kullabygdens äldsta. Den första ägaren, Hans Wilhelm Agardh, var son till en handlande i Laholm och hans fru   Christine Nilsson i Brunnby, som han gifte sig med år 1836, sålde  varor. Året efter giftermålet startade de en sluten bod, det vill säga en affär där kunderna gick in ”bakvägen” genom kontor och bostadsrum till handelsboden. Från år 1846 kunde man få tillstånd att driva en handelsbod om avståndet till närmsta stad var tre mil. Agardh fick avslag på sin ansökan år 1852, men fick sitt tillstånd när man senare mätte upp sträckan till Helsingborg på ett annat sätt. Sonen Bernhard Agardh övertog affärsrörelsen 1872.
Under 1800-talet fanns det inte så många lanthandlare i Kullabygden så Agardhs handelsbod hade kunder från hela bygden. Affären hade öppet från klockan åtta på morgonen till den siste kunden lämnade den sent på kvällen. Traktens invånare träffades gärna vid handelsboden som blev en naturlig samlingsplats långt in på 1990-talet. Först år 1929 fick affären fasta öppettider.
Hans Agardh tog över lanthandeln efter sin far omkring 1907. Den var utarrenderad under en 10-årsperiod på 1920-talet och år 1929 började sonen Carl Eric att hjälpa till i affären. Nio år senare började man bygga en ny byggnad som dock först blev färdig år 1946 samtidigt som Carl Eric Agardh tog över rörelsen. Han drev den nya affären i Brunnby till  den såldes år 1979.
Sortimentet i Agardhs affär var både stort och varierat. Varorna beställdes per brev tills Agardh fick telefon år 1901 och kunde ringa in beställningarna. Varorna skickades med tåg från Helsingborg till Höganäs där de förvarades i godsmagasinet tills de hämtades med häst och vagn. Kol, koks och gödning skickades oftast med järnväg till Nyhamnsläge och kördes därifrån direkt ut till kunderna.